# Sandy Stone
Allucquére Rosanne „Sandy“ Stone (Jersey City, New Jersey, 1936 körül) amerikai író, médiaszakértő, performanszművész, LMBT aktivista.

## Élete
Zsidó származású, saját állítása szerint eredeti héber neve Zelig Ben-Nausaan Cohen volt. Kijelentése szerint sosem érdekelte a formális oktatás, s csak azon egyetemi tanárok előadásait látogatta, akik munkásságát csodálta.
Előbb a Bell Telephone Laboratories majd több más cég munkatársa volt, hogy finanszírozni tudja saját kutatását. 1965-ben szerzett művészeti diplomát a marylandi Annapolisban, a St. John's College-ben. Az 1960-as évek végén New Yorkba költözött, s hangmérnökként kezdett dolgozni előbb az amerikai keleti, majd a nyugati parton. 1969-ben a Zygote magazin számára egy cikket írt Jimi Hendrix április 7.-én a Record Plant Studiosnál tett felvételéről.
Az 1970-es évek elején számos tudományos-fantasztikus munkát jelentetett meg a Fantasy and Science Fiction és a Galaxy magazinokban. 1974-ben visszavonult, Kaliforniába, Santa Cruzba költözött. Palo Altóban nemváltó műtéten esett át, később az Olivia Records kiadó tagja lett, és leszbikus feminista körökben kezdett tevékenykedni.
Az 1980-as évek elején egy kis számítógépet épített, önállóan megtanulta a programozást, és szabadúszó programozó, számítógépes szakértő lett. Az online virtuális közösségek 1994-es kutatása során találkozott Cynbe ru Tarennel (Jeffrey Prothero) kutatóval, programozóval, 1995-ben házasodtak össze. Lánya, Tanith Stone Thole Santa Cruzban él.
Magyarul egyetlen novellája olvasható a Galaktika 20. számában Búcsú a civilizációtól címmel.

## Munkái
- Will The Real Body Please Stand Up?: Boundary Stories About Virtual Cultures. Michael Benedikt: Cyberspace: First Steps. MIT Press, Cambridge, 1991
- Sex, Death, and Architecture. Architecture- New York. ANY, New York, 1992
- Virtual Systems. Jonathan Crary, Sanford Kwinter: Zone 6: Incorporations. MIT Press, Cambridge, 1993
- The Architecture of Elsewhere. Hraszthan Zeitlian: Semiotext(e) Architecture. Semiotext(e), New York, 1993
- The Empire Strikes Back: A Posttranssexual Manifesto. Kristina Straub, Julia Epstein : Body Guards: The Cultural Politics of Sexual Ambiguity. Routledge, New York, 1996
- The War of Desire and Technology at the Close of the Mechanical Age. MIT Press, Cambridge, 1996
- Sandy Fisher álnéven: The Langley Circuit. In: Galaxy. Mai 1972
- Sandy Fisher álnéven: Farewell to the Artifacts. In: Galaxy. Juli 1972
- Sandy Fisher álnéven: Thank God You're Alive. In: The Magazine of Fantasy and Science Fiction. Oktober 1971

## Külső hivatkozások
- A Posttranssexual Manifesto online változata
- Interjú Sandy Stone-vel

## Fordítás
- Ez a szócikk részben vagy egészben  a   Sandy Stone című német Wikipédia-szócikk ezen változatának fordításán alapul.  Az eredeti cikk szerkesztőit annak laptörténete sorolja fel. Ez a jelzés csupán a megfogalmazás eredetét és a szerzői jogokat jelzi, nem szolgál a cikkben szereplő információk forrásmegjelöléseként.